# 進塁打
進塁打（しんるいだ）は、野球用語の1つ。
走者の進塁を意図した打撃、もしくは進塁させることのできた打撃のことを指す。

## 概要
一般に、進塁を意図した打撃という意味での進塁打とは、右方向へゴロを打つことを狙った打撃を指すことが多い。この時フライやライナーでは走者を進めることが出来ない可能性が高いので進塁打を意図したとは見なされない。走者が進塁・生還しやすい状況を作り、たとえ打者がアウトになったとしても最低限走者が進塁できる可能性を高くする目的の打撃であるため、本来、進塁打のサインや進塁打を意図した打撃には必ずしも「アウトになること」が目的に含まれている訳ではないが、アウトになるように打つことが前提のように語られる場合も多い。
一方、走者を進塁させることのできた打撃という意味での進塁打とは、打者はアウトになったが走者が進塁できた打撃の結果のことを指すことが多い。アウトと引き換えの進塁ということで広義の犠打に含まれるという見方もできる。ヒットや得点をもたらした打撃は結果として進塁打を打ったとは見なされず、バントや犠牲フライも含めないことが多い。打者に進塁打を打つという意図があったか否かに関わらず、右方向へのゴロ以外で結果として凡打と引き換えに走者を進める事が出来た場合にも進塁打と表現されることがある。
進塁打の意味において、意図した場合と打った結果それぞれで意味が多少異なり、またバント、犠牲バント、犠牲フライ、ヒット、得点が進塁打に含まれないことが多いなどの認識の差は、進塁打がルールとして公認野球規則において定義されておらず記録としては残らないがその貢献を評価するための言葉であるため、何をもって貢献とするのかの微妙な認識のズレがあるからである。
理論上、右方向（ライト方向）にゴロを打つことが求められるのは、二塁走者に関しては内野ゴロの場合に一塁手や二塁手が捕球したとき、ヒットの場合は右翼手が捕球したときに三塁への送球距離が長くなり、本塁クロスプレイの際にも三塁側からよりも一塁側からの返球のほうがブロックされにくいといわれているため、二塁走者が三塁に進塁、本塁に生還できる可能性が高くなるためである（左方向へのゴロが飛んだ場合、二塁走者は帰塁する、レフト前へのヒットの場合は三塁ストップするのがセオリーである）。
一塁走者の進塁に関しても、右利きの一塁手や二塁手が捕球した場合、捕球から送球へ移るまでに時間がかかることや、ライトに抜けた際に二塁を回れる可能性が高まる、一・二塁間が広くなりやすい分、右方向へゴロを転がすことが進塁につながりやすいとされている。
この進塁打に関してはプロ野球解説者ですら間違った解説をすることがある。ある時、無死一塁で送りバントのサインも出ず、ヒッティングして凡退した打者を指して「ランナーを進めるバッティングをしてほしかったですね」と解説していたが、これに対して真中満や古田敦也は「ランナー（を）一塁から二塁に進めるバッティングなんてできないでしょ!?」と呆れながら振り返っており、真中は「せいぜいあるとしたら一・二塁間にボテボテのゴロ打つぐらいでしょ?でもそこに打てるんだったらヒット打てるでしょ?」と指摘していた。

## 記録上の扱い
公認野球規則で記録の定義が定められている犠牲バントや犠牲フライと異なり、記録上に進塁打という項目はなく、凡退として打数にカウントされる。そのため進塁打を打った結果として打率は低下することになる。
しかし、打率の低下にどれだけの進塁打が寄与しているかがデータによって検証されているわけではないため、もともと打率が低い打者が安打が期待されないぶんだけ進塁打を求められているのか、進塁打を求められた結果として打率が下がっているのかという因果関係は不明である。
プロ野球の査定では、ヒット数の他に進塁打の項目を設けて評価を行っているチームもある。